# Boris Sanson
Boris Louis Sanson (Burdeos, 7 de diciembre de 1980) es un deportista francés que compitió en esgrima, especialista en la modalidad de sable.
Participó en los Juegos Olímpicos de Pekín 2008, obteniendo una medalla de oro en la prueba por equipos (junto con Nicolas Lopez y Julien Pillet).
Ganó tres medallas en el Campeonato Mundial de Esgrima entre los años 2005 y 2007, y cuatro medallas en el Campeonato Europeo de Esgrima entre los años 2001 y 2008.

## Palmarés internacional
| Juegos Olímpicos   | Juegos Olímpicos        | Juegos Olímpicos  | Juegos Olímpicos  |
| Año                | Lugar                   | Medalla           | Prueba            |
| ------------------ | ----------------------- | ----------------- | ----------------- |
| 2008               | Pekín (China)           | Medalla de oro    | Sable por equipos |
| Campeonato Mundial |                         |                   |                   |
| Año                | Lugar                   | Medalla           | Prueba            |
| 2005               | Leipzig (Alemania)      | Medalla de bronce | Sable por equipos |
| 2006               | Turín (Italia)          | Medalla de oro    | Sable por equipos |
| 2007               | San Petersburgo (Rusia) | Medalla de plata  | Sable por equipos |
| Campeonato Europeo |                         |                   |                   |
| Año                | Lugar                   | Medalla           | Prueba            |
| 2001               | Coblenza (Alemania)     | Medalla de plata  | Sable por equipos |
| 2003               | Bourges (Francia)       | Medalla de bronce | Sable individual  |
| 2007               | Gante (Bélgica)         | Medalla de bronce | Sable por equipos |
| 2008               | Kiev (Ucrania)          | Medalla de plata  | Sable por equipos |